# PharmaMar
PharmaMar ist ein spanisches Pharmazieunternehmen mit Aktivitäten in den Bereichen Onkologie und Virologie.
PharmaMar wurde 1986 als Tochtergesellschaft des Pharmaunternehmens Zeltia gegründet und sollte der Entwicklung von Medikamenten im Bereich der Onkologie dienen. Im Jahr 2015 wurde die Unternehmensmutter Zeltia im Rahmen eines Reverse Takeover von der Tochter PharmaMar übernommen. Hierdurch wurde PharmaMar zur Holding aller anderen Zeltia-Bereiche.